# Канавы (Новосибирская область)
Канавы — деревня в Чистоозёрном районе Новосибирской области. Входит в состав Прибрежного сельсовета.

## География
Площадь деревни — 73 гектаров.

## Население
| 2002 | 2007 | 2010 |
| ---- | ---- | ---- |
| 114  | ↗128 | ↘115 |

## Инфраструктура
В деревне по данным на 2007 год функционируют 1 учреждение здравоохранения и 1 учреждение образования.